# Чехинь
Чехинь (пол. Czechyń, нім. Zechendorf) — село в Польщі, у гміні Валч Валецького повіту Західнопоморського воєводства.
Населення — 122 особи (2011).
У 1975-1998 роках село належало до Пільського воєводства.

## Демографія
Демографічна структура станом на 31 березня 2011 року:
|          | Загалом | Допрацездатний вік | Працездатний вік | Постпрацездатний вік |
| -------- | ------- | ------------------ | ---------------- | -------------------- |
| Чоловіки | 64      | 13                 | 49               | 2                    |
| Жінки    | 58      | 7                  | 39               | 12                   |
| Разом    | 122     | 20                 | 88               | 14                   |